# Xeros
Xeros es una localidad de la autodenominada República Turca del Norte de Chipre desde el año 1974, ubicada al noroeste de la isla de Chipre entre Karavostasi y Pentageia. Su toponimia significa seco en griego. Los turcochipriotas eligieron el nombre alternativo de Denizli para denominar al lugar.
Pertenece a la municipalidad de Lefka, la que fue establecida en el año 1900. Siendo Lefka una municipalidad central, es responsable de los servicios de los siguientes asentamientos:
Pentageia (Yeşilyurt)
Peristeronari (Cengizköy)
Xeros (Denizli)
Karavostasi (Gemikonaği)
Potamos tou Kambou (Yedidalga)
Ampelikou (Bağliköy)
Históricamente, Xeros estuvo comprendida dentro de Karavostasi. Por ello, es difícil encontrar estadísticas antiguas discriminadas. Sin embargo, actualmente se puede diferenciar la población de ambas. Según datos del año 2011, en la primera hay 460 personas y en la segunda, 2075.
Xeros se caracteriza por haber sido sede de la planta de procesamiento de la Cyprus Mines Corporation y del Aberdeen Camp (Ejército Británico - 1st Battalion Welch Regiment (Royal Regiment of Wales)) antes de la independencia de la isla, que luego sería el Viking Camp (Contingente Danés de UNFICYP) para luego ser Roca Camp (Contingente Argentino de UNFICYP).

## Detalles de las instalaciones en Xeros / Karavostasi a fin de la década de 1950
| Instalación                       | Coordenadas                                          |
| --------------------------------- | ---------------------------------------------------- |
| Planta de procesamiento de la CMC | 35°08′19.85″N 32°50′20.56″E / 35.1388472, 32.8390444 |
| Casas de la CMC                   | 35°08′14.97″N 32°50′13.77″E / 35.1374917, 32.8371583 |
| Casas de la CMC                   | 35°07′56.31″N 32°49′59.32″E / 35.1323083, 32.8331444 |
| Aberdeen Camp                     | 35°08′6.10″N 32°50′12.80″E / 35.1350278, 32.8368889  |
| Embarcadero de minerales          | 35°08′36.43″N 32°50′12.73″E / 35.1434528, 32.8368694 |
| Embarcadero de minerales          | 35°09′0.72″N 32°48′58.64″E / 35.1502000, 32.8162889  |

## Monumento en memoria del piloto Capitán Cengiz Topel
Al costado norte de la ruta Karavostasi - Morphou, 35°08.822′N 32°50.847′E / 35.147033, 32.847450 se encuentra el monumento al Capitán de la Fuerza Aérea Turca Cengiz Topel.
Siendo el 8 de agosto de 1964, Cengiz Topel participó en una misión de combate durante el Enfrentamiento de Kokkina, como parte del 112do Escuadrón de aire volando un F-100 Super Sabre. Aproximadamente a las 1700, parte de la base aérea de Eskişehir alrededor de las 17:00 hora local para Chipre. Su avión fue alcanzado por lo que el piloto se debe eyectar. Éste fue capturado por la Guardia Nacional de Chipre muriendo en el hospital.

## Material Complementario
Imágenes Xeros año 1964
- Datos: Q18206409
- Multimedia: Xeros / Q18206409